# I'll Be There for You (The Rembrandts)
"I'll Be There for You" is een nummer van de Amerikaanse band The Rembrandts, dat vooral bekend is geworden als titellied van de populaire sitcom Friends. Het nummer is geschreven door Friends-bedenkers Marta Kauffman en David Crane, Michael Skloff, Allee Willis en The Rembrandts-leden Phil Solem en Danny Wilde. Op 23 mei 1995 werd het nummer in de VS en Canada op single uitgebracht. In juni 1997 volgden Europa, Australië en Nieuw-Zeeland.

## Hitnoteringen
In Nederland was de single in week 27 van 1997 de 227e Megahit op destijds Radio 3FM en werd mede hierdoor een radiohit. In de Nederlandse Top 40 op destijds Radio 538 kwam de single pas op vrijdag 11 juli 1997 de lijst binnen, op de 21e positie. De 15e positie was de hoogste notering. In de publieke hitlijst; de Mega Top 50 op Radio 3FM, kwam de single op zaterdag 28 juni 1997 de hitlijst binnen, bereikte de 20e positie en stond totaal 16 weken in de lijst genoteerd.
In het Verenigd Koninkrijk bereikte de single de 3e positie in de UK Singles Chart en in The Rembrandts' thuisland de VS de 17e positie in de Billboard Hot 100. In Canada en Schotland werd de nummer 1-positie behaald, Australië, Nieuw-Zeeland en Ierland de 3e, Zweden de 34e, Noorwegen de 5e, IJsland de 10e, Duitsland de 77e, Italië de 30e, Frankrijk de 25e en in de Eurochart Hot 100 de 20e positie.
In december 2023 kreeg de single voor het eerst een notering in de jaarlijkse NPO Radio 2 Top 2000 van de Nederlandse publieke radiozender NPO Radio 2. Wegens het overlijden van Friends-acteur Matthew Perry op 28 oktober 2023, werd de single weer populair.

## Videoclip
In de videoclip zijn de zes hoofdrolspelers van Friends prominent aanwezig. Hun dansen en zingen wordt afgewisseld met beelden van de band.

## Trackinglijst
Verschillende formaten van de single bevatten fragmenten van de zes albumtracks van het album L.P. Deze tracks zijn "Don't Hide Your Love", "End of the Beginning", "Lovin' Me Insane", "Drowning in Your Tears", "This House Is Not a Home", en "What Will It Take".

### 1995 VS en Canada uitgave
- VS 7-inch vinylsingle en cd-single

1. "I'll Be There for You (Theme from Friends)" – 3:09
2. Album snippets – 6:42

- VK 7-inch vinylsingle en cassette-single

1. "I'll Be There for You (Theme from Friends)" – 3:09
2. Fixin' to Blow – 5:03

Note: De single op cassette werd in 1997 heruitgebracht

### 1997 EU, Australië en Nieuw-Zeeland uitgave
- Europa, Australië en Nieuw-Zeeland cd- single

1. "I'll Be There for You (Theme from Friends)" – 3:09
2. "Fixin' to Blow" – 5:03
3. "Just the Way It Is, Baby" – 4:06
4. Snippets medley – 6:46

## NPO Radio 2 Top 2000
I'll Be There for You stond alleen in 2023 in de NPO Radio 2 Top 2000, op plek 1224.

## Trivia
- Voordat het nummer bij The Rembrandts kwam, werd het aangeboden aan de rockbands They Might Be Giants en R.E.M.[1]

Bedenkers: Marta Kauffman · David Crane 

Friends: Rachel Green (Jennifer Aniston) · Monica Geller (Courteney Cox) · Ross Geller (David Schwimmer) · Phoebe Buffay (Lisa Kudrow) · Chandler Bing (Matthew Perry) · Joey Tribbiani (Matt LeBlanc)

Nevenpersonages: Gunther (James Michael Tyler) · Janice Litman-Goralnick (Maggie Wheeler) · Mike Hannigan (Paul Rudd) · Ben Geller (Cole Sprouse) · Jack Geller (Elliott Gould) · Judy Geller (Christina Pickles)

Titelsong: The Rembrandts - I'll Be There for You 

Spin-off: Joey (afleveringen)

Overig: Central Perk · gastrollen · afleveringen